# Seznam ostrovů Černé Hory
Černá Hora má ostrovy v Jaderském a jeho zálivu Boce Kotorské. Další ostrovy se nacházejí na černohorských jezerech, přehradách a řekách.

## Přehled největších ostrovů
| #  | ostrov            | rozloha (ha) | pobřeží (km) | max.nadm. výška (m) | nejvyšší vrchol | počet obyvatel | hustota zalidnění | největší sídlo                      | část státu obec | část moře jezero         | souostroví | lokalizace                       |
| -- | ----------------- | ------------ | ------------ | ------------------- | --------------- | -------------- | ----------------- | ----------------------------------- | --------------- | ------------------------ | ---------- | -------------------------------- |
| 1  | Ada Bojana        | 481,00       | —            | 3                   | —               | 24             | 4,99              | Ada Bojana                          | Ulcinj          | Jaderské moře, Bojana    | —          | 41°51′46″ s. š., 19°21′36″ v. d. |
| 2  | Vranjina          | 460,00       | —            | 303                 | Vranjina        | 209            | 45,43             | Vranjina                            | Podgorica       | Skadarské jezero, Morača | —          | 42°16′29″ s. š., 19°8′11″ v. d.  |
| 3  | Slansko           | 44,00        | —            | —                   | —               | —              | —                 | —                                   | Nikšić          | Slano jezero             | —          | 42°45′32″ s. š., 18°51′21″ v. d. |
| 4  | Sveti Nikola      | 36,00        | —            | 121                 | —               | —              | —                 | kostel svatého Nikoly               | Budva           | Jaderské moře            | —          | 42°15′56″ s. š., 18°51′9″ v. d.  |
| 5  | Sveti Marko       | 32,00        | —            | 36                  | —               | —              | —                 | —                                   | Tivat           | Boka Kotorská            | —          | 42°24′39″ s. š., 18°41′31″ v. d. |
| 6  | Beška             | 15,84        | 2 995        | 16                  | —               | 10             | 66,67             | Klášter Beška                       | Bar             | Skadarské jezero         | —          | 42°9′53″ s. š., 19°13′46″ v. d.  |
| 7  | Moračnik          | 11,35        | 1 595        | 30                  | —               | —              | —                 | Klášter Moračnik                    | Bar             | Skadarské jezero         | —          | 42°8′30″ s. š., 19°15′18″ v. d.  |
| 8  | Starčevo          | 7,00         | 1 232        | 24                  | —               | —              | —                 | Klášter Starčeva Gorica             | Bar             | Skadarské jezero         | —          | 42°11′23″ s. š., 19°12′40″ v. d. |
| 9  | Sveti Mihailo     | 5,87         | 1 189        | 17                  | —               | 100            | 1 703,58          | klášter svatého archanděla Michaela | Tivat           | Boka Kotorská            | —          | 42°24′22″ s. š., 18°42′14″ v. d. |
| 10 | Mamula            | 4,02         | 1 254        | 16                  | —               | —              | —                 | —                                   | Herceg Novi     | Jaderské moře            | Žanjice    | 42°23′43″ s. š., 18°33′30″ v. d. |
| 11 | Sveti Stefan      | 1,83         | 662          | 8                   | —               | 441            | 24 098            | Sveti Stefan                        | Budva           | Jaderské moře            | —          | 42°15′22″ s. š., 18°53′29″ v. d. |
| 12 | Stari Ulcinj      | 1,58         | 663          | 4                   | —               | —              | —                 | —                                   | Ulcinj          | Jaderské moře            | —          | 41°59′33″ s. š., 19°8′23″ v. d.  |
| 13 | Lesendro          | 1,06         | 465          | —                   | —               | —              | —                 | pevnost Lesendro                    | Podgorica       | Skadarské jezero         | —          | 42°16′18″ s. š., 19°7′11″ v. d.  |
| 14 | Katič             | 0,93         | 506          | —                   | —               | —              | —                 | —                                   | Budva           | Jaderské moře            | —          | 42°11′44″ s. š., 18°56′9″ v. d.  |
| 15 | Sveta Neđelja     | 0,72         | 615          | —                   | —               | —              | —                 | kostel Sveta Neđelja                | Budva           | Jaderské moře            | —          | 42°11′54″ s. š., 18°56′11″ v. d. |
| 16 | Gospa od Milosti  | 0,67         | 510          | —                   | —               | —              | —                 | —                                   | Tivat           | Boka Kotorská            | —          | 42°24′39″ s. š., 18°40′42″ v. d. |
| 17 | Žanjic            | 0,41         | 272          | —                   | —               | —              | —                 | klášter Žanjice                     | Herceg Novi     | Jaderské moře            | Žanjice    | 42°23′37″ s. š., 18°34′19″ v. d. |
| 18 | Golubinj          | 0,33         | 320          | —                   | —               | —              | —                 | —                                   | Budva           | Jaderské moře            | —          | 42°15′8″ s. š., 18°53′36″ v. d.  |
| 19 | Sveti Đorđe       | 0,32         | 229          | —                   | —               | —              | —                 | —                                   | Kotor           | Boka Kotorská            | —          | 42°29′8″ s. š., 18°41′26″ v. d.  |
| 20 | Gospa od Škrpjela | 0,31         | 338          | —                   | —               | —              | —                 | —                                   | Kotor           | Boka Kotorská            | —          | 42°29′12″ s. š., 18°41′19″ v. d. |
| 21 | Paratuk           | 0,20         | 363          | 3                   | —               | —              | —                 | —                                   | Ulcinj          | Buna                     | —          | 41°54′36″ s. š., 19°20′30″ v. d. |
| 22 | Grmožur           | 0,15         | 141          | —                   | —               | —              | —                 | pevnost Grmožur                     | Bar             | Skadarské jezero         | —          | 42°14′11″ s. š., 19°7′56″ v. d.  |